# Aricia alpina
Aricia alpina är en fjärilsart som beskrevs av Otto Staudinger 1870. Aricia alpina ingår i släktet Aricia och familjen juvelvingar. Inga underarter finns listade i Catalogue of Life.